# Абдель Хаким Амер
Абдель Хаки́м А́мер (араб. عبد الحكيم عامر‎, 11 декабря 1919, Астал, Британский протекторат Египет — 14 сентября 1967, Каир, Объединённая Арабская Республика) — первый вице-президент и военный министр Египта и Объединённой Арабской Республики (ОАР), личный представитель президента ОАР в Сирийском районе, фельдмаршал. Герой Советского Союза (1964), награждён орденом Ленина, многими египетскими орденами и медалями.

## Биография

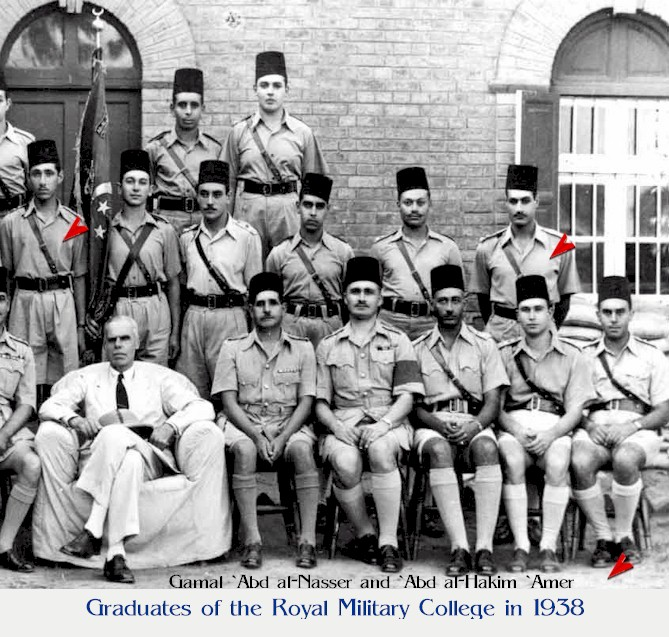
Абдель Хаким Амер и Гамаль Абдель Насер, выпускники Королевского военного колледжа. 1938 год.

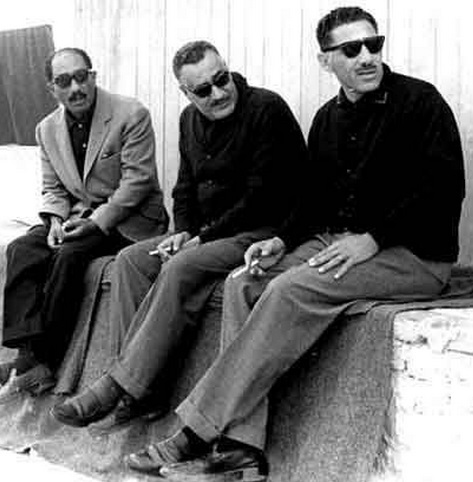
Анвар Садат, Насер и Абдель Амер

Родился 11 декабря 1919 года в Египте и с юных лет посвятил себя военной службе, став в 1938 году кадетом Военной академии.
В период службы в академии, а затем в Судане, Абдель Хаким Амер сблизился с тремя офицерами: Гамалем Абдель Насером (будущим президентом ОАР), Закарией Мохеддином (впоследствии вице-президент ОАР) и Анваром Садатом (будущим руководителем Египта после Г. А. Насера). В 1942-44 годах они вместе создали подпольную организацию «Свободные офицеры», целью которой стало изгнание британских колонизаторов и свержение египетской монархии. Участник арабо-израильской войны 1948-49 годов.
23 июля 1952 года эта военная организация, опираясь на армию, совершила военный переворот. А. Х. Амер отвечал за блокирование Генерального штаба, которое было успешно выполнено.
18 июня 1953 года Египет был провозглашён республикой, пост президента занял генерал Мухаммед Нагиб, а верховным главнокомандующим стал Абдель Хаким Амер. Генерал Нагиб ликвидировал Регентский совет и объявил о свержении королевской династии.
В 1954 году было подписано англо-египетское соглашение о выводе английских войск из Египта (завершён 18 июня 1956 года), после чего Египет приступил к формированию национальных вооружённых сил, которые возглавил А. Х. Амер. Он же в середине ноября 1954 года участвовал вместе с министром по делам президентства Хасаном Ибрагимом в смещении генерала Нагиба с поста президента Египта и помещении его под домашний арест.
После начала 30 октября 1956 года Суэцкого кризиса Амер, возглавляя вооружённые силы Египта, активно участвовал в боевых действиях. В феврале 1958 года в результате объединения Египта и Сирии была образована Объединённая Арабская Республика (ОАР). Амер стал личным представителем президента ОАР Насера в Сирийском районе.
20 февраля 1958 года ему было присвоено звание маршала.
Указом Президиума Верховного Совета СССР от 13 мая 1964 года первому вице-президенту ОАР фельдмаршалу Амеру Абдель Хакиму присвоено звание Героя Советского Союза с вручением ордена Ленина и медали «Золотая Звезда» (№ 11225).
Являясь личным другом президента ОАР Насера, фельдмаршал Амер занимал, помимо должности министра обороны, посты первого вице-президента, министра науки, председателя комиссии по ядерной энергии, председателя комиссии по ликвидации феодализма (с широким правом на конфискации имущества) и председателя футбольной федерации.
8 июня 1967 года, на третьи сутки с начала Шестидневной войны, фельдмаршал Амер во главе антипрезидентской коалиции потребовал отставки президента Насера, но потерпел поражение и вынужден был на следующий день подать в отставку.
11 июня 1967 года египетские генералы, блокировав дом Насера шестью бронемашинами, потребовали восстановить министра обороны Амера на посту главнокомандующего, но Насер не поддался на угрозы. Однако 29 июня он встретился с Амером, который потребовал от президента освобождения всех генералов, арестованных во время «чисток» в армии. Насер дал своё согласие. Освобождённые генералы стали сторонниками Амера. 26 августа 1967 года Амер предполагал захватить Генеральный штаб, предварительно заручившись поддержкой четырёхсот курсантов десантной школы. Считая, что войска ему подчиняются и полностью доверяют, он намеревался диктовать свои условия президенту Насеру, но эти планы не осуществились. За сутки до выступления несколько сот офицеров из числа заговорщиков были арестованы. Амер был обвинён в попытке государственного переворота и помещён под домашний арест, а 14 сентября 1967 года, согласно официальной версии, покончил жизнь самоубийством, приняв яд — аконитин.
16 сентября 1967 года газета «Аль-Ахрам» сообщила: «То, что произошло с Амером, не может зачеркнуть его деятельность в те годы, когда он был соратником, другом и братом Насера по борьбе».
Похоронен в Каире.